# (19524) Acaciacoleman
(19524) Acaciacoleman est un astéroïde de la ceinture principale d'astéroïdes.

## Description
(19524) Acaciacoleman est un astéroïde de la ceinture principale d'astéroïdes. Il fut découvert le 23 décembre 1998 à Kanab par Edwin E. Sheridan. Il présente une orbite caractérisée par un demi-grand axe de 2,65 UA, une excentricité de 0,21 et une inclinaison de 12,8° par rapport à l'écliptique.

## Compléments